# Super RTL

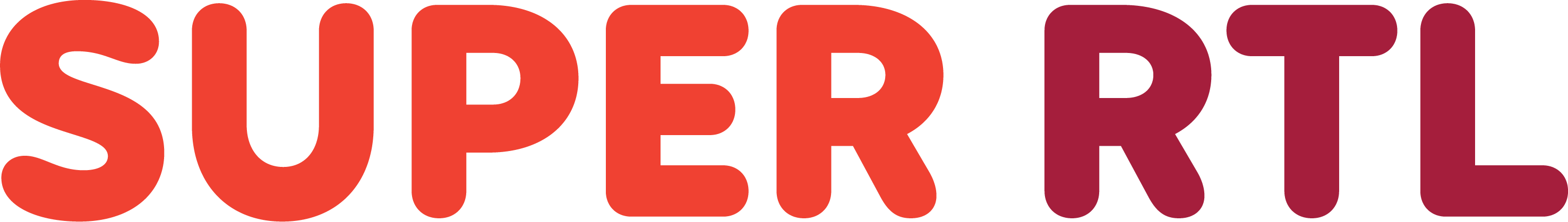
Logo aziendale dell'emittente

Super RTL è una rete televisiva tedesca con programmazione rivolta esclusivamente ai bambini e ragazzi, con programmi Disney (almeno fino al 2013) ed autoprodotti; la sera ripropone vecchi show prodotti dal gruppo RTL Germania, ma anche straniere (CSI: Miami, Dr. House). L'emittente di notte manda in onda televendite o un monoscopio con un camino acceso e della legna sul fuoco.
Il canale è ricevibile in Italia via satellite, attraverso il satellite Astra, nelle versioni dedicate al mercato svizzero, austriaco e tedesco.
Gran parte dei programmi trasmessi sono stati trasmessi anche in Italia.

## Programmi

### Cartoni animati

#### In onda[1]
- 100% lupo - La leggenda di Moonstone
- Alvinnn!!! e i Chipmunks
- Barbie
- Boy Girl Dog Cat Mouse Cheese
- Caillou
- Charlie è tardi
- Cocomelon
- Codice Angelo
- Gli Abissi
- Gli Octonauti
- Grizzy e i Lemming
- Idefix und die Unbeugsamen
- Karate Sheep
- Lego City Adventures
- LEGO Friends
- L'ispettore Gadget
- Looney Tunes
- Mighty Express
- New Looney Tunes
- Ninjago: Masters of Spinjitzu
- Novelmore
- PAW Patrol (1a TV free dalla quarta stagione)
- Peppa Pig
- Pikwik Pack
- Pencilmation
- Pokémon
- Polly Pocket
- Scooby-Doo and Guess Who?
- SpongeBob (1a TV ep. 1-73)
- Space Nova
- Super Wings (stagioni 2-)
- The Tom & Jerry Show
- Tom & Jerry
- Wild Kratts
- Woozle Goozle
- Zak Storm
- Zig & Sharko

#### Non in onda
- 44 gatti
- Action Man Atom
- Agente speciale Oso
- Aladdin
- American Dragon: Jake Long
- Anche i cani vanno in paradiso
- Andy il re degli scherzi
- Angela Anaconda
- Angelina ballerina – La danza continua"
- "Spy vs Spy"
- Angry Birds Toons"
- Animali in mutande
- Anne of Green Gables: The Animated Series
- A.N.T. Farm - Accademia Nuovi Talenti
- A scuola con l'imperatore
- Bakugan Battle Planet
- Barbie Dreamhouse Adventures
- Barbie Dreamtopia
- Barbie Siamo In Due
- Barbie - Life in the Dreamhouse
- B-Daman
- Ben 10 (serie animata 2016)
- Blue’s Clues
- Bob aggiustatutto
- Bonkers - Gatto combinaguai
- Brave Bunnies
- Bumpety Boo
- Cacciatori di draghi
- Calimero
- Camp Lakebottom
- Camp Lazlo
- Catastrofici castori
- CatDog
- Chuggington
- Cip & Ciop agenti speciali
- Cuccioli della giungla
- Crash Zone
- Daniel Tiger
- Darkwing Duck
- Dennis & Gnasher Unleashed
- Die Gnarfs
- Die Nimbols
- Dino Ranch
- Dinotrux
- Dottoressa Peluche (ep. 1-13)
- Doug
- Dragons
- Dragon’s Rock
- DuckTales
- Due fantagenitori
- Etciù! Accipicchia, che starnuto!
- Ecco Pippo!
- Eckhart
- Egyxos
- Ever After High
- Fillmore!
- Fish Hooks - Vita da pesci
- Floogals
- Frog
- Galline alla riscossa
- George della giungla
- Gigantosaurus
- Girlstuff/Boystuff
- Giust'in tempo
- Gli amici immaginari di casa Foster
- Gli avventurieri del tempo
- Gli imbattibili Save-Ums!
- Go Jetters
- Harry e i dinosauri nel magico secchiello blu
- Hercules
- Hey, Arnold!
- Higglytown Heroes - 4 piccoli eroi
- Hotel Transylvania - La serie
- Hot Wheels Acceleracers
- Hot Wheels Battle Force 5: Fused
- House of Mouse - Il Topoclub
- I Croods - Le origini
- I Fantaeroi
- I Famosi 5 - Casi misteriosi
- I fratelli Koala
- I gemelli Cramp (stagione 2)
- Il circo di Jojo
- Il postino Pat
- Il trenino Thomas (stagioni 5-24)
- I miei amici Tigro e Pooh
- In giro per la giungla
- "Il libro di Pooh"
- INK: Inkredibili agenti sottobanco
- I Puffi
- Jungo
- Kick Chiapposky - Aspirante stuntman
- Kid Lucky
- Kid vs. Kat - Mai dire gatto
- Kim Possible
- Kate & Mim-Mim
- La Banda dei Super Cattivi
- La carica dei 101
- La casa di Topolino
- La Civetta & Co
- La leggenda del drago
- La sirenetta - Le nuove avventure marine di Ariel
- L'apprendista Babbo Natale
- L'apprendista cavaliere
- L'elefante Benjamin
- Le audaci inchieste di Miss Prudenza
- Le avventure del gatto con gli stivali
- Le avventure di Jimmy Neutron
- Le fantastiche avventure di Moka
- LEGO Legends of Chima
- Le nuove avventure di Lucky Luke
- Le nuove avventure di Scooby-Doo
- Le nuove avventure di Winnie the Pooh
- Le scelte di Chuck
- Le Superchicche
- Lilo & Stitch
- Little Einsteins
- Littlest Pet Shop
- Looped - È sempre lunedì
- Louie
- Maggie e l'incredibile Birba
- Maledetti scarafaggi (stagioni 1-3)
- Manny tuttofare
- Marsupilami
- Marta il cane parlante
- Marvin the Tap-Dancing Horse
- Max Adventures
- Max Steel
- Merlin the Magical Puppy
- Mickey Mouse Works
- Mike il carlino
- Mike il cavaliere
- Missy Milly
- Monster Buster Club
- Mostruosi marziani - Butt-Ugly Martians
- Mr. Bean
- Mr. Magoo
- Mr. Peabody & Sherman Show
- Mummies Alive! - Quattro mummie in metropolitana
- My Little Pony (terza generazione)
- Nanook's Great Hunt
- Noddy Toyland Detective
- Norman Normal
- Numb Chucks
- Oddbods
- Olivia
- Papyrus e i misteri del Nilo
- Peg + Cat
- Pepi, Briciola e Jo-Jo
- Pepper Ann
- Peter Rabbit
- Phineas e Ferb
- Piccolo grande Timmy
- Pinky Dinky Doo
- Pound Puppies
- Quack Pack
- Raa Raa the Noisy Lion
- Ranger Rob
- Rev & Roll
- Ricky Zoom
- Ricreazione
- Ritorno al futuro
- Rotten Ralph
- Rupert Bear
- Rubbadubbers
- Ruby Gloom
- Sabrina
- Sabrina: La mia vita segreta
- Sally Bollywood
- Sam il pompiere (stagione 5)
- Skunk Fu!
- Sonic Underground
- So Weird - Storie incredibili
- Squitto lo scoiattolo
- Stanley
- Star Wars: The Clone Wars
- Super Monsters
- Tales of Friendship with Winnie the Pooh
- TaleSpin
- Tex Avery Show
- The Brothers Flub
- The Fairytaler
- The Latest Buzz
- Pennellate di poesia per Madeline
- The Secret World of Santa Claus
- The Skinner Boys: Guardians of the Lost Secrets
- Timon e Pumbaa
- Tommy & Oscar
- Topo Tip
- Totally Spies! - Che magnifiche spie! (stagioni 3-5)
- Transformers Animated
- Trollhunters - I racconti di Arcadia
- Trolls - La festa continua!
- Tutti pazzi per Re Julien
- Un pizzico di magia
- Un tritone per amico
- Vita da giungla: alla riscossa!
- Wild Instinct
- W.I.T.C.H.
- Wow! Wow! Wubbzy!
- X-DuckX
- Yin Yang Yo!
- Zou

### Telefilm

#### In onda[1]
- Bones
- Cain
- Cold Justice
- Lady Killer
- On the Case with Paula Zahn
- Rizzoli & Isles

#### Non in onda
- Alì Babà e i 40 ladroni
- Animal Face-Off
- Art Attack
- Austin & Ally
- Backyard Science
- Barney
- Black-ish
- Buona fortuna Charlie
- Carter
- Casa e chiesa
- C'era una volta nel Paese delle Meraviglie
- D.I.E. Detektive im Einsatz
- Europe’s Greatest Stunts
- Finger Tips
- Firefly
- GEOLINO TV
- Glee (stagioni 2-3)
- Hannah Montana
- I maghi di Waverly
- Jessie
- Jonas L.A.
- Katrin und die Welt der Tiere
- Kevin Can Wait
- La mia vita con Derek
- Lazy Town
- Lego Masters
- Lizzie McGuire
- Lost Girl
- Mr Bean
- Merlin
- Mister Maker!
- Peb & Pebber - Helden privat
- Power Rangers
- Pretty Little Liars (stagioni 1-4)
- Psych (stagioni 7-8)
- Raven
- Sonny tra le stelle
- SpangaS
- The Latest Buzz
- The Secret Circle
- The Temptations
- The Stalker Files
- Tricky TV
- Upps! Die Pannenshow
- Zack e Cody al Grand Hotel
- Zack e Cody sul ponte di comando
- Zeke e Luther